# Peter Facinelli
Peter Facinelli (26. studenog 1973.) je američki glumac. Postao je poznat kao zvijezda FOX-ove televizijske serije "Fastlane" iz 2002. godine. Igrao je ulogu Carlislea Cullena u filmskoj adaptaciji "Sumrak" serije.

## Životopis

### Rani život
Facinelli je odrastao u Ozone Parku, predgrađu Queensa u obitelji talijanskih imigranata, Brune i Pierina Facinellija. Odgojen je kao rimokatolik i pohađao je srednju školu St. Francis u Fresh Meadows, New Yorku. Studirao je glumu u Atlantic Theater Company u New York Cityu; njegovi učitelji su bili William H. Macy, Felicity Huffman, Giancarlo Esposito i Camryn Manheim.

### Karijera
Filmski debi je ostvario u filmu Rebecce Miller "Angela", no kritičari su ga tek zamijetili iste godine zahvaljujući ulogom u TV filmu "The Price of Love". 1996. godine, Peter je nastupao u filmu "An Unfinished Affair" gdje mu je partnerica bila buduća supruga Jennie Garth. Nakon tih filmova, uslijedile su uloge u "After Jimmy", "Touch Me", "Tulum koji jedva čekam".
2000. godine dobiva ulogu u znanstveno-fantastičnom filmu "Supernova". Iduće godine nastupa u "Dečkima mog života" i "Kralju škorpiona". Nakon filmskih uloga, uslijedile su i televizijske, od kojih valja izdvojiti glavnu ulogu u "Fastlane" i sporedne uloge u TV serijama "Dva metra pod zemljom" i "Opasna igra".
2008. godine dobiva ulogu Carlislea Cullena u filmskoj adaptaciji "Sumraka", nastaloj prema romanima Stephenie Meyer. Facinelli je reprizirao svoju ulogu i u nastavcima "Mladi mjesec" i "Pomrčina". Najavljeno je da će snimati i posljednji dio sage "Praskozorje" 2011. godine.
Trenutno nastupa u Showtimeovoj crnohumornoj TV seriji "Nurse Jackie" u ulozi Dr. Fitcha Coopera.

### Privatni život
Facinelli je upoznao suprugu Jennie Garth 1996. godine na snimanju filma "An Unfinished Affair". Vjenčali su se 2001. Imaju troje djece Lucu Bellu, Lolu Ray i Fionu Eve.

## Vanjske poveznice
- Službena stranica
- Peter Facinelli u internetskoj bazi filmova IMDb-u (engl.)